# Pan maorí
El pan maorí (en maorí, Parāoa rēwena, literalmente ‘levadura de harina’; en inglés neozelandés, rēwena bread) es un tipo de pan de masa fermentada de Nueva Zelanda. El pan se fermenta con un iniciador a base de papa o patata, conocido comúnmente como bug. Es el pan típico del pueblo maorí, indígena del archipiélago, por lo que estrechamente asociado con la cocina maorí a pesar de que el trigo no es nativo de Nueva Zelanda. Otro pan típico neozelandés es el  parāoa parai (‘harina [o masa] frita’)

## Preparación
El pan rēwena usa un iniciador de la fermentación llamado bug (‘bicho’). Éste se fabrica hirviendo y triturando papas, y luego agregando harina y azúcar. Las papas maoríes (taewa) se usan comúnmente para este propósito. También se puede usar camote o batata (kūmara). La mezcla se deja fermentar de uno a varios días, dependiendo de la temperatura ambiente y la humedad. Al igual que con la mayoría de los panes de masa fermentada, el iniciador se puede mantener y usar indefinidamente, siempre y cuando la levadura se mantenga viva con una alimentación regular. El iniciador de patata y la fermentación le dan al pan rēwena su característico sabor agridulce. Luego, el iniciador se mezcla con harina y agua, se amasa y se hornea, generalmente en un pan redondo.